# Pyractomena barberi
Pyractomena barberi är en skalbaggsart som beskrevs av Green 1957. Pyractomena barberi ingår i släktet Pyractomena och familjen lysmaskar. Inga underarter finns listade i Catalogue of Life.